# Solariella lubrica
Solariella lubrica är en snäckart som beskrevs av Dall 1881. Solariella lubrica ingår i släktet Solariella och familjen pärlemorsnäckor. Inga underarter finns listade i Catalogue of Life.